# Christian Signol
Pour les articles homonymes, voir Signol.
Christian Signol, né en 1947 aux Quatre-Routes-du-Lot, est un écrivain français notamment connu pour sa trilogie La Rivière Espérance.

## Biographie
Il est né dans le Quercy, en 1947, dans la commune des Quatre-Routes-du-Lot, un petit village au pied du causse de Martel, qui restera son paysage favori et inspirera plus tard toute sa littérature. Il vit une enfance heureuse dominée par la présence féminine de sa mère et de sa grand-mère, bercée par la lumière des collines, les parfums de la campagne et les mystères sauvages de la nature.
Après des études de lettres et de droit (1965-1970), Christian Signol se marie en 1970, devient père, puis s'installe avec sa famille à Brive-la-Gaillarde où il a été recruté comme rédacteur administratif à la mairie. Il sera par la suite directeur d’un service de Contentieux et Marchés publics.
Il commence sa carrière d'écrivain en 1984 avec le premier tome du roman Les Cailloux bleus, qui remporte un grand succès. Le deuxième tome paraît l’année suivante. Signol écrit aussi pour la presse : il a longtemps tenu une chronique hebdomadaire dans Le Populaire du Centre, quotidien régional limousin. En 1990, il publie la trilogie romanesque La Rivière Espérance qui est adapté dès 1995 en feuilleton par Antenne 2,. La notoriété de l'écrivain se consolide et il devient l'un des auteurs français les plus lus et il est traduit en 15 langues.
Chaque année depuis 1984, il participe à la foire du livre de Brive.

## Publications
- 1984 : Les Cailloux bleus, tome 1, éditions Robert Laffont  (ISBN 2-266-01741-1)
- 1985 : Les Menthes sauvages, Les Cailloux bleus, tome 2 (Prix Eugène Le Roy 1985), éditions Robert Laffont  (ISBN 978-2-298-02615-3).
- 1986 : Antonin, paysan du Causse, Éditions Seghers  (ISBN 9782232100338).
- 1987 : Les Chemins d'étoiles, Éditions Robert Laffont  (ISBN 2-266-02254-7).
- 1988 : Les amandiers fleurissaient rouge, Éditions Robert Laffont  (ISBN 2-221-08673-2).
- 1989 : Marie des Brebis (Prix de l’Aventure décerné dans le cadre de la 7e Fête du livre « Lire à Limoges » en 1989.), Éditions Seghers  (ISBN 2232102769).
- 1990 : La Rivière Espérance, tome 1 (Prix La Vie-Terre de France 1990), Éditions Robert Laffont  (ISBN 2-266-04593-8).
- 1991 : Le Royaume du fleuve, La Rivière Espérance, tome 2  (Prix littéraire du Rotary International 1991), Éditions Robert Laffont  (ISBN 2-221-07198-0).
- 1992 : Adeline en Périgord, Éditions Seghers  (ISBN 9782232104251)
- 1993 : L'Âme de la vallée, La Rivière Espérance, tome 3, Éditions Robert Laffont  (ISBN 2-221-07579-X).
- 1994 : L'Enfant des terres blondes, Éditions Robert Laffont  (ISBN 9782221078150).
- 1995 : Trésors d'enfance, France Loisirs  (ISBN 2-7242-8163-2).
- 1996 : Bonheurs d'enfance  (ISBN 2-226-08769-9) = Trésors d'enfance.
- 1996 : Les Vignes de Sainte-Colombe, tome 1 (Prix des lecteurs du Livre de Poche)  (ISBN 978-2-253-10890-0).
- 1997 : La Lumière des collines, Les Vignes de Sainte-Colombe, tome 2. Prix des maisons de la Presse 1997  (ISBN 978-2-87821-489-5).
- 1998 : La Promesse des sources, Librairie générale française  (ISBN 978-2-253-14810-4).
- 1999 : Bleus sont les Étés, Librairie générale française  (ISBN 978-2-253-14950-7).
- 1999 : Les Chênes d'or, éditions Albin Michel  (ISBN 9782226110275).
- 2000 :  Les Noëls blancs, Ce que vivent les hommes, tome 1, Éditions Albin Michel  (ISBN 978-2-226-11635-2).
- 2001 : Les Printemps de ce monde, Ce que vivent les hommes, tome 2, Éditions Albin Michel  (ISBN 2-226-12741-0).
- 2002 : Une année de neige, éditions Albin Michel  (ISBN 9782226134547).
- 2003 : Cette vie ou celle d'après, Éditions Albin Michel  (ISBN 978-2-226-14170-5).
- 2004 : La Grande Île, Éditions Albin Michel  (ISBN 2-226-15399-3).
- 2005 : Les Vrais Bonheurs, Éditions Albin Michel  (ISBN 2-7441-8899-9).
- 2005 : Les Messieurs de Grandval (Prix Paul Féval de la Société des Gens de Lettres), Éditions Albin Michel  (ISBN 978-2226168085).
- 2006 : Les Dames de la Ferrière, Les messieurs de Grandval, tome 2, Éditions Albin Michel  (ISBN 9782226173508).
- 2007 : Un matin sur la terre, Éditions Albin Michel  (ISBN 978-2-226-17980-7).
- 2008 : Ils rêvaient des dimanches, C'était nos familles, tome 1, Éditions Albin Michel  (ISBN 978-2-226-18851-9).
- 2009 : Pourquoi le ciel est bleu, C'était nos familles, tome 2, Éditions Albin Michel  (ISBN 978-2226194039).
- 2010 : Une si belle école, Éditions Albin Michel  (ISBN 978-2-226-21508-6).
- 2011 : Au cœur des forêts (prix Maurice Genevoix 2012), Éditions Albin Michel  (ISBN 978-2226229885).
- 2012 : Les Enfants des justes, Éditions Albin Michel  (ISBN 978-2-226-24423-9).
- 2013 : Tout l’amour de nos pères, Éditions Albin Michel  (ISBN 978-2-226-24983-8).
- 2014 : Une vie de lumière et de vent, Éditions Albin Michel  (ISBN 978-2226259905).
- 2015 : Nos si beaux rêves de jeunesse, Enfants de Garonne, tome 1, Éditions Albin Michel  (ISBN 978-2-226-31931-9).
- 2016 : Se souvenir des jours de fête, Enfants de Garonne, tome 2, Éditions Albin Michel  (ISBN 978-2-226-32576-1).
- 2016 : Dans la paix des saisons, Éditions Albin Michel  (ISBN 978-2-226-39206-0).
- 2017 : La Vie en son royaume , Éditions Albin Michel  (ISBN 9782226400260)
- 2018 : L'été de nos vingt ans, Éditions Albin Michel  (ISBN 978-2-226-40039-0)
- 2019 : Même les arbres s'en souviennent, Éditions Albin Michel  (ISBN 978-2-226-44345-8).
- 2020 : Sur la terre comme au ciel, Éditions Albin Michel  (ISBN 978-2-226-44346-5)
- 2021 : Là où vivent les hommes, Éditions Albin Michel
- 2022 : L’école des beaux jours, Éditions Albin Michel
- 2023 : Une famille française, Editions Albin Michel
- 2024 : Elle rêvait d'autres cieux et d'autres matins, Éditions Albin Michel

## Adaptations
Son triptyque La Rivière Espérance est adapté pour le petit écran en 1995 par Gaumont télévision avec, à la réalisation, Josée Dayan. Il est diffusé sur France 2, en neuf épisodes de 1 h 40, et dans vingt pays étrangers,. La série est considérée comme un succès, ce qui encourage d'autres adaptations : La promesse des sources sous le titre La Clé des champs (1998), L’Enfant des terres blondes (1999) et Les Enfants des justes (2021).

## Récompenses et distinctions
- Prix Eugène Le Roy 1985 pour son roman Les Menthes sauvages (2e tome de la fresque romanesque Les Cailloux bleus)
- Prix de l’Aventure 1989 pour son roman-témoignage Marie des brebis, décerné dans le cadre de la 7e Fête du livre "Lire à Limoges"
- Prix La Vie-Terre de France 1990 pour son roman La Rivière Espérance (1er tome de la trilogie romanesque La Rivière Espérance)
- Prix littéraire du Rotary International 1991 pour son roman Le Royaume du fleuve (2e tome de la trilogie romanesque La Rivière Espérance)
- Prix des lecteurs du Livre de Poche 1996 pour son roman Les Vignes de Sainte-Colombe.
- Prix des maisons de la Presse 1997 pour son roman La Lumière des collines (2e tome de la fresque romanesque Les Vignes de Sainte-Colombe)
- Prix Paul Féval de la société des gens de lettres 2006 pour son roman Les Messieurs de Grandval
- Prix Sivet de l’Académie française 2011 pour Une si belle école
- Prix Maurice Genevoix 2012 pour son roman Au cœur des forêts[9]
- Prix Solidarité 2014 pour son roman Les Enfants des justes